# Cécile Ravanel
Cécile Ravanel, née Cécile Rode le 6 janvier 1981 à Fréjus (Var), est une coureuse cycliste française de cross country, cross-country éliminatoire et d'Enduro (VTT).

## Biographie
Après une carrière en cross-country olympique couronnée d'un titre de championne du monde Junior et de 2 titres de championne de France, Cécile Ravanel décide en 2013 de s'orienter vers l'enduro et le XCE. Elle remporte le classement général des Enduro World Series en 2016 et 2017. En 2017, elle a même participé a une étape de la Coupe du monde de descente.

### Blessures
Le 21 février 2019, sur une piste de descente près de chez elle à Mandelieu-la-Napoule (Alpes-Maritimes), Cécile Ravanel chute et se blesse gravement, avec notamment une fracture des cervicales C5 et C6, un tassement des vertèbres D4 et D5 et une commotion cérébrale.

### Vie privée
Elle est mariée à Cédric Ravanel, également coureur de VTT.

## Palmarès

### Championnats du monde
- Mont Sainte-Anne 1998
  -  Championne du monde de cross-country juniors
- 2009
  -  Médaillée de bronze du Championnat du monde de relais par équipes avec Alexis Vuillermoz, Cédric Ravanel et Hugo Drechou

### Coupe du monde
- Coupe du monde de cross-country eliminator
  - 11e en 2013

### Championnats d'Europe
- 2007
  -  Médaillée d'argent du relais par équipes (avec Alexis Vuillermoz, Fabien Canal et Cédric Ravanel)
- 1998
  -  Championne d'Europe de cross-country juniors
- 1999
  -  Championne d'Europe de cross-country juniors

### Championnats de France
- Championne de France de cross-country (2) : 2008, 2009
- Championne de France de cross-country eliminator (1) : 2013

### Enduro World Series
- 2013 :  2e du classement général
- 2014 :  3e du classement général (1 manche)
- 2015 :  2e du classement général
- 2016 :  Vainqueur du classement général (7 manches)
- 2017 :  Vainqueur du classement général
- 2018 :  Vainqueur du classement général

### Autres
- Transvésubienne : 2001, 2006
- Coupe de France : 2012